# Frédéric Nibelle
Pas d'image ? Cliquez ici

a Compétitions nationales et continentales officielles uniquement.

Dernière mise à jour le 25 mars 2022.
Frédéric Nibelle, né le 6 juin 1966 à Grenoble, est un joueur de rugby à XV qui évoluait au poste de deuxième ligne.

## Carrière

### Débuts à Grenoble
Issu de l'école de Rugby de Voreppe, Frédéric Nibelle commence au FC Grenoble en équipe première lors de la saison  1988-1989 et termine sous l’ère des « Mammouths de Grenoble » et se voit privé du titre de champion de France en 1993, défait 14 à 11 par le Castres olympique dans des conditions rocambolesques.

### Passage à Rumilly
Ensuite il signe au FCS Rumilly pour la saison 1993-1994.

### Révélation à Bourgoin
Enfin il rejoint ensuite le CS Bourgoin-Jallieu où il dispute une demi-finale du championnat en  1995.
En 1997, Bourgoin atteint la finale des 3 compétitions qu'il dispute, finaliste du championnat de France, de la coupe de France Yves-du-Manoir  et vainqueur du bouclier européen 1997 face au Castres olympique.

## Palmarès
Avec le FC Grenoble :
- Championnat de France de première division :
  - Vice-champion (1) : 1993
  - Demi-finaliste (1) : 1992
- Challenge Yves du Manoir :
  - Finaliste (1) : 1990

Avec le CS Bourgoin-Jallieu :
- Championnat de France de première division :
  - Vice-Champion (1) : 1997
  - Demi-finaliste (2) : 1995 et 1999
- Coupe de France Yves-du-Manoir :
  - Finaliste (1) : 1997
- Coupe de France :
  - Finaliste (1) : 1999
- Bouclier européen :
  - Vainqueur (1) : 1997
  - Finaliste (1) : 1999